# Bio Suisse
L’organisation faîtière Bio Suisse regroupe 33 organisations d’agriculture biologique de Suisse. Elle a été fondée le 1er septembre 1981 à Bâle. Elle compte environ 7 560 membres producteurs bio et regroupe ainsi environ 90 pour cent des fermes bio de Suisse (état 2022). S’ajoutent à cela dix autres organisations membres, dont les cinq organisations fondatrices Bioterra, Biofarm, Progana, Demeter et FiBL (Institut de recherche de l’agriculture biologique). L’assemblée des délégués est composée de 102 délégués des 33 organisations membres. Elle constitue l’organe suprême de Bio Suisse. En sus, environ 1 300 entreprises de transformation et de commerce disposent d’une licence et fabriquent ou font le commerce de denrées alimentaires Bourgeon. 
Le secrétariat compte environ 90 collaborateurs, il est situé à Bâle. Parmi les tâches de la Fédération, on trouve le développement du Cahier des charges, la transparence et le développement du marché, des tâches d’ordre supérieur au niveau de l’assurance qualité, l’examen des demandes de licences et le conseil aux transformateurs et commerçants avec contrat de licence ainsi que la défense professionnelle de ses membres au niveau du marché, de la politique et du public.

## Label de qualité
Bio Suisse est propriétaire de la marque déposée «Bourgeon» (all. «Knospe», ital. «Gemma», angl. «Bud»). Les producteurs suisses certifiés Bio Suisse peuvent désigner leurs produits avec le label de qualité Bourgeon Bio Suisse. Le label de qualité (label en Suisse) bénéficie en Suisse d’une crédibilité élevée. Environ 60 à 70 % des produits Bourgeon proviennent de production suisse et sont transformés en Suisse. Les produits étrangers qui remplissent les mêmes critères sont désignés avec le Bourgeon Bio. Les entreprises de transformation et de commerce qui ont conclu un contrat de licence avec Bio Suisse peuvent utiliser la marque du Bourgeon s’ils respectent le Cahier des charges.

## Histoire
En 1976, cinq organisations (Demeter, Biofarm, Bioterra, Progana et FiBL) s'associent pour entamer l'élaboration d'un cahier des charges commun pour l'agriculture biologique et la commercialisation de ses produits. Ce cahier des charges est adopté en 1980 et le logo de l'Institut de recherche de l'agriculture biologique (FiBL) – le Bourgeon – est enregistré comme marque protégée. Dans la foulée, en 1981, se crée l'Association des groupements de producteurs biologiques suisses (AGPBS). Cette organisation faîtière des paysannes et paysans biologiques de Suisse s'appellera par la suite Association suisse des organisations d’agriculture biologique (ASOAB) pour prendre en 1997 son nom actuel de Bio Suisse. Juridiquement, il s'agit d'une association au sens du droit suisse).
En 1982, le nombre d'exploitations agricoles suisses fonctionnant selon les principes de l'agriculture biologique est estimé entre 600 et 900. 
En 1993, le Bourgeon entre dans la grande distribution lorsque le groupe Coop lance des produits qui reprennent le cahier des charges de l'ASOAB. Il n'existe pas alors en Suisse de normes légales pour la certification des produits issue de l'agriculture biologique. Lorsque la Migros lance sa propre gamme de produits bio en septembre 1995, une confusion des labels apparait et pousse le Conseil fédéral à légiférer. Il entame, alors que le nombre de fermes biologiques est monté à 2 000, la rédaction d'une ordonnance en souhaitant s'aligner les normes européennes bien que les critères de l'ASOAB soient plus stricts (interdiction des exploitations mixtes mêlant agriculture bio et conventionnelle). En août 1996, alors que le nombre d’exploitation biologique vient presque de doubler en moins d’un an en passant à 3 800, un accord est trouvé entre l’ASOAB et la Migros qui reconnaissent mutuellement leurs labels. Le premier janvier 1998, l'ordonnance fédérale sur le label de l'agriculture biologique pour les produits végétaux entre en vigueur (loi « biofédéral »). L'ASOAB critique un assouplissement des normes sous l'influence des normes européennes ainsi que des délais d'adaptation trop longs.
Fin 2022, près de 7 560 entreprises agricoles et horticoles suisses produisent selon le cahier des charges de Bio Suisse.
En 2023, Bio Suisse a introduit le label « Bio Cuisine » qui représente une plus grande durabilité dans la restauration. « Bio Cuisine » désigne les restaurants et les entreprises ayant une part significative de produits labellisés Bio Suisse.

## Cahier des charges
Le cahier des charges de la Fédération est plus strict que les exigences minimales posées par le législateur suisse en matière d’agriculture biologique. Bio Suisse dispose également de directives substantielles pour la transformation et le commerce. Des produits qui peuvent nuire à l’image du Bourgeon peuvent se voir refuser le label. 
Seuls les produits, dont au minimum 90 % des matières premières proviennent de Suisse, portent le Bourgeon bio avec l’indication Bio Suisse. Les produits qui contiennent plus de 10 % de matières premières produites à l’étranger portent le Bourgeon avec l’indication Bio. Le Cahier des charges Bio Suisse doit aussi être respecté pour les marchandises produites à l’étranger.
Les importations se limitent aux produits qui ne peuvent pas être cultivés en Suisse ou qui ne sont pas disponibles en quantités suffisantes. Les produits frais ne peuvent être importés d’outre-mer que s’ils ne poussent pas en Europe ou s’ils ne sont pas disponibles en raison de la saisonnalité. Les transports par avion sont interdits en général.
Pour pouvoir commercialiser les produits avec le Bourgeon, les importateurs de produits bio doivent avoir un contrat de licence avec Bio Suisse avec une autorisation d’importation pour les produits concernés ainsi que des fournisseurs certifiés Bio Suisse (pour tous les échelons commerciaux, de la production à l’exportation). En outre, les prescriptions de l’ordonnance suisse sur l’agriculture biologique doivent être respectées dans tous les cas. La certification des entreprises agricoles à l’étranger est assurée par International Certification Bio Suisse (ICB AG) ou par bio.inspecta AG.  
La marque Bourgeon garantit notamment,, :
- Principes holistiques – le bio dans toute la ferme et pour toute la transformation du produit
- Pas d'engrais de synthèse ni de pesticide de synthèse
- Pas de génie génétique
- Biodiversité – habitats diversifiés pour les plantes et les animaux
- Bien-être animal – aliments fourragers adaptés aux espèces, systèmes de stabulation respectueux des animaux, beaucoup de sorties et de pâture
- Protection des ressources – renoncement aux pesticides chimiques de synthèse et aux engrais de synthèse ; protection du sol, de l’eau, de l’air et du climat
- Goût – transformation douce, sans arômes ni colorants ajoutés, produits authentiques
- Confiance – contrôles stricts, renoncement à l’ingénierie génétique, prescriptions strictes pour les importations
- Équité – directives d’exigences sociales et pour des relations commerciales équitables

## Conditions d'importation
Les normes Bio Suisse diffèrent des réglementations gouvernementales minimales dans plusieurs domaines importants, e. g. ceux de l'UE. On note notamment notamment : l'approche agricole entière, la création de zones dédiées à l'amélioration de la biodiversité et des limites rigoureuses sur l'intensité de la fertilisation et sur l'utilisation du cuivre. En tant qu'importateur de produits biologiques à commercialiser avec le « Bud », un importateur suisse doit détenir un contrat de licence valide avec Bio Suisse et la licence d'importation pour les produits correspondants. De plus, les fournisseurs doivent être certifiés conformément aux normes Bio Suisse (tout au long de tous les niveaux de commerce de la culture à l'exportation). En outre, les dispositions de l'ordonnance suisse sur l'agriculture biologique SR 910. 18 doivent être respectés dans tous les cas. Ces exigences sont énumérées en détail dans le manuel d'importation, le guide de l'importation de produits biologiques à commercialiser avec le "bourgeon".

## Certification et contrôle
Les organismes de contrôles bio.inspecta, Bio Test Agro AG, IMO et Procert veillent au respect du Cahier des charges de Bio Suisse dans les entreprises agricoles en Suisse.
La société bio.inspecta était auparavant majoritairement détenue par Bio Suisse. Cela a conduit à des critiques alors que le deuxième organisme de contrôle actif dans le domaine de l’agriculture biologique a voulu se retirer de la certification des produits bio suisses. Il est revenu par la suite sur sa décision. La société bio.inspecta est aujourd’hui détenue par différentes organisations et entreprises individuelles du secteur bio. Il s’agissait en 2017 de :
- 64 % – des producteurs-trices et preneurs de licences des labels Bourgeon et Demeter ainsi que des consommateurs-trices, collaborateurs-trices, organisations bio et environnementales ;
- 13 % – Fondation suisse pour le soutien de l’agriculture biologique ;
- 10 % – Institut de recherche de l’agriculture biologique (FiBL) ;
- 5 % – Austria Bio Garantie ;
- 5 % – SQS Association Suisse pour Systèmes de Qualité et de Management ;
- 3 % – Demeter.

La procédure de contrôle comporte la vérification de la production, des procédés de transformation, des recettes, du transport et de l’entreposage des marchandises.
Les entreprises de fournisseurs étrangers sont contrôlées sur demande d’un preneur de licence si ce dernier ne peut pas obtenir les produits en Suisse ou seulement en quantités insuffisantes. Les entreprises doivent respecter le Cahier des charges Bio Suisse Organic, qui est équivalent au Cahier des charges pour la Suisse mais complété par quelques exigences comme une gestion durable de l’eau dans les régions avec des ressources en eau limitées. Le contrôle annuel des entreprises est réalisé sur place par des organismes de contrôle accrédités. Sur la base des rapports de contrôles, International Certification Bio Suisse (ICB AG) et bio.inspecta évaluent la conformité des processus et des pratiques des entreprises avec les exigences de Bio Suisse et octroient un certificat Bio Suisse Organic en cas de conformité. Ce certificat constitue la condition principale pour importer des produits bio qui pourront ensuite être vendus en Suisse avec le label « Bourgeon ».

## Évaluation
Le label a obtenu dans le classement 2015 de la Fondation Pusch, du WWF Suisse, de Helvetas et de la Fédération romande des consommateurs FRC « des résultats au-dessus de la moyenne dans tous les domaines d’évaluation et les assortiments de produits, car ses exigences sont très élevées au niveau des critères d’évaluation des domaines environnementaux “Eau, Sol, Biodiversité” et “Climat” mais aussi dans les domaines “Bien-être animal" et “Social” ». 
Évaluation de « Bourgeon Bio/Bourgeon Bio Suisse » dans ce classement : 161 points, excellent.